# Valentinovo
Valentinovo is een plaats in de gemeente Pregrada in de Kroatische provincie Krapina-Zagorje. De plaats telt 169 inwoners (2001).